# Tokyo Ska Paradise Orchestra
Tokyo Ska Paradise Orchestra (яп. 東京スカパラダイスオーケストラ то:кё: сука парадаису о:кэсутора, часто сокращается как Skapara или TSPO) — японский ска-джаз коллектив сформированный в 1988 году в Токио ударником Asa-Chang. На момент формирования коллектива, на японской сцене не было похожего звучания, и в последующие годы группа оказала влияние на японскую музыку в целом. Музыка группы представляет собой смесь из ска, джаза и рока.
Со своего основания коллектив принимал участие в ряде концертных туров, как национальных, так и мировых Группа сотрудничала с рядом вокалистов, в их числе Ринго Сиина, Акира Кобаяси, Кёко Коидзуми, Schadaraparr, PUFFY, Ёсиэ Накано и Тамио Окуда. Группа записала заглавную тему для японской версии игры Sly Raccoon вышедшей в 2003 году на PlayStation 2, а также песни для игры Incredible Crisis вышедшей в 1999 году на PlayStation.

## История

### Формирование и первые годы
Группа сформировалась в 1988 году, а в 1989 выпустила свой первый мини-альбом на лейбле Kokusai Records. Успех мини-альбома и выступлений помог группе заключить контракт с Epic Records. В изначальный состав группы вошли Asa-Chang (ударные инструменты), Цуёси Каваками (бас-гитара, контрабас), Тацуюки Аоки (ударные инструменты), Юити Оки (клавишные инструменты), Масаюки Хаяси (гитара), Тацуюки Хиямута (саксофон-альт), Юхэй Такэути (саксофон-альт), Гамо (саксофон-тенор), Ацуси Янака (баритон-саксофон), Нарго (труба), Масахико Китахара (тромбон) и Клинхэд Гимура (вокал). Юхэй Такэути покинул группу в 1990 году, но выступал с группой на нескольких концертах впоследствии.

### Первые альбомы и смены состава
Первый полноценный альбом Skapara's Intro (яп. スカパラ登場) был выпущен в 1990 году и содержал первый большой хит группы «Monster Rock». Уже в том же году группа выступала в Токийском Ниппон Будокан перед 10 000 слушателей. После выхода второго альбома, World Famous (яп. ワールドフェイマス), гитарист Масаюки Хаяси покинул группу и его место занял Тору Тэраси. Третий альбом, Pioneers, стал последним в группе для её основателя Asa-Chang, который решил заняться сольной карьерой. Четвёртый альбом, Fantasia, записывался без постоянного ударника.
Во время работы над пятым альбомом, Grand Prix, вокалист Клинхэд Гимура скончался из-за опухоли головного мозга. Альбом вышел летом 1995 года и был посвящён их бывшему вокалисту. Новым фронтменом группы фактически стал Тацуюки Хиямута.
В 1996 году вышел шестой альбом, Tokyo Strut (яп. トーキョーストラット), который стал дебютным для нового ударника Хадзимэ Омори. Во время поездки группы в Таиланд, саксофонист Тацуюки Хиямута оказался вовлечён в дорожно-транспортное происшествие и травмировал ноги. Он пропустил ряд концертов, а когда вернулся, то стал выступать сидя. Вскоре после этого гитарист Тору Тэраси покинул группу.
После выхода Tokyo Strut у группы возникли противоречия с лейблом Epic Records и группа решила продолжить своё творчество на лейбле Avex Trax. В качестве нового вокалиста в группу был принят Руи Сугимура, брат Клинхэд Гимуры. С новым вокалистом группа записала несколько песен для игры Incredible Crisis, в также приняла участие в записи ряда трибьют-альбомов. Поскольку группа так и не нашла нового постоянного гитариста, то в туры с ней ездили временные гитаристы Такаси Като и Моити Аида.
Во время тура посвящённого новому альбому, Arkestra, ударник Тацуюки Аоки погиб в аварии на железной дороге. Его временной заменой стал Тэцуя Накамура из группы Blankey Jet City. К концу тура новым постоянным ударником стал Кэнъити Мотэги. В середине 1999 года Такаси Като стал постоянным гитаристом, Руи Сугимура покинул группу.

### Стабильный состав, альбомы с приглашёнными вокалистами
В 2000 году вышел альбом Full Tension Beaters, ставший первым для группы выпущенным за пределами Японии. Состав группы сформировавшийся в это время продержался неизменным до 2008 года.
Для записи следующего альбома, Stomping on Downbeat Alley, были приглашены певцы: Юсукэ Тиба (Thee Michelle Gun Elephant), Такао Тадзима (Pizzicato Five) и Тамио Окуда (Unicorn). Альбом был очень успешен и концерт на арене Иокогама при участии всех трёх приглашённых певцов был выпущен на DVD.
Далее последовали альбомы High Numbers и Answer содержащие в основном инструментальные композиции и добившиеся меньше успехов чем прошлый релиз.
Для альбома Wild Peace, вышедшего в 2006 году, снова были приглашены вокалисты, на этот раз ими стали певица Тяра, певец Ханарэгуми и Хиромо Комото, вокалист группы The High-Lows. Как и в прошлый раз, альбом стал очень успешен и концерт с приглашёнными звёздами вышел на DVD. После выпуска альбома коллектив отправился в концертный тур по Европе.
Альбом Perfect Future получился более джазовым и в его записи в качестве приглашённого вокалиста выступил Фумито Ито из группы Kemuri. Кинъити Мотэги тоже записал вокальную композицию. Через несколько месяцев после выхода альбома, фактический фронтмен группы Тацуюки Хиямута решил покинуть группу и сконцентрироваться на лечении ног от травм полученных в 1996 году. Группа не стала искать ему замену.
В апреле 2009 года вышел альбом Paradise Blue, он стал первым за почти десять лет записанным в изменённом составе. В этом же году исполнилось 20 лет со времени выпуска первого мини-альбома и в честь этого группа провела тур по Японии
В 2010 году свет увидел альбом World Ska Symphony, приглашёнными вокалистами стали Тамио Окуда, Кристал Кэй и Кадзуёси Саито.

### Последующие годы
В апреле 2011 года группа впервые выступила в Латинской Америке приняв участие в фестивале Vive Latino в Мехико. В 2013 году группа участвовала в фестивале Коачелла в Калифорнии.
В записи альбома 2014 года, Ska Me Forever, приняли участие 10-Feet, MONGOL800 и Asian Kung-Fu Generation. В октябре группа выпустила мексиканскую версию альбома содержащую дополнительный диск с композициями «Cielito Lindo» и «Eres». Для его продвижения группа провела концерт в Мехико перед более чем 6000 зрителей.

## Состав
| Состав группы | Состав группы     | Состав группы | Состав группы | Состав группы  | Состав группы | Состав группы | Состав группы | Состав группы  |
| ------------- | ----------------- | ------------- | ------------- | -------------- | ------------- | ------------- | ------------- | -------------- |
| Нарго         | Масахико Китахара | Гамо          | Ацуси Янака   | Цуёси Каваками | Такаси Като   | Юити Оки      | Хадзимэ Омори | Кинъити Мотэги |
| Нарго         | Масахико Китахара | Гамо          | Ацуси Янака   | Цуёси Каваками | Такаси Като   | Юити Оки      | Хадзимэ Омори | Кинъити Мотэги |

Текущий состав
- Нарго — труба, мелодика (1988-н. в.).
- Масахико Китахара — тромбон, сузафон (1988-н. в.).
- Гамо — саксофон-тенор, саксофон-сопрано (1988-н. в.).
- Ацуси Янака —баритон-саксофон (1988-н. в.).
- Цуёси Каваками — бас-гитара, контрабас (1988-н. в.)с.
- Такаси Като — гитара (1998-н. в.).
- Юити Оки — клавишные музыкальные инструменты (1988-н. в.).
- Хадзимэ Омори — ударные музыкальные инструменты (1996-н. в.).
- Кинъити Мотэги — барабаны, вокал (1999-н. в.).

Бывшие участники

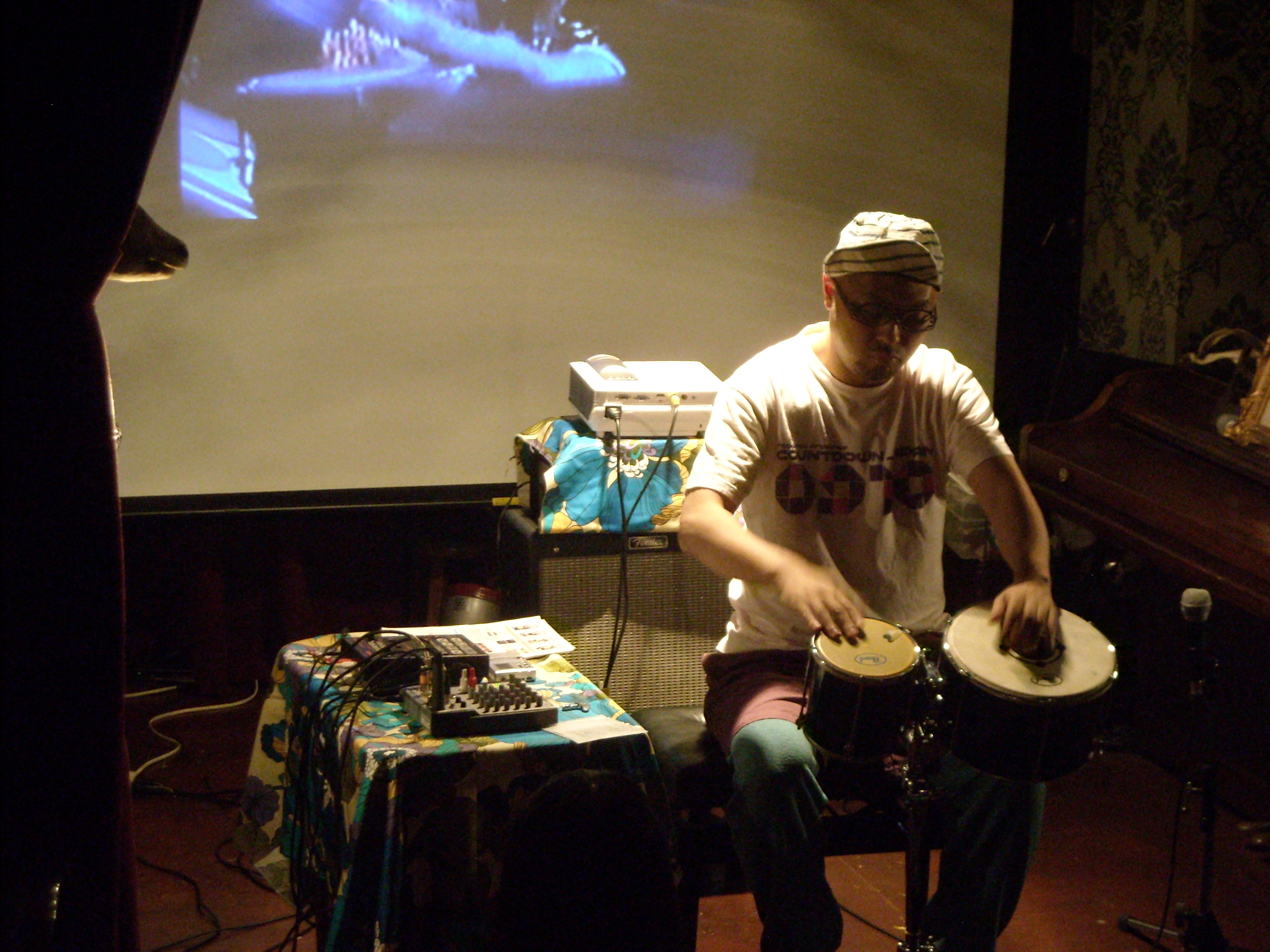
Asa-Chang в 2010 году.

- Юхэй Такэути — саксофон-сопрано, флейта (1988—1990).
- Масаюки Хаяси — гитара (1988—1992).
- Asa-Chang — ударные музыкальные инструменты (1988—1993).
- Клинхэд Гимура — вокал(1988—1995).
- Тору Тэраси — гитара (1993—1998).
- Руи Сугимура — вокал (1998—1999).
- Тацуюки Аоки — барабаны (1988—1999).
- Тацуюки Хиямута — саксофон-альт, гитара, вокал (1988—1992).

## Дискография

### Студийные альбомы
- 1990 — Skapara’s Intro (スカパラ登場)
- 1990 — Tokyo Ska Paradise Orchestra (東京スカパラダイスオーケストラ)
- 1991 — World-famous (ワールドフェイマス)
- 1993 — Pioneers
- 1994 — Fantasia
- 1995 — Grand Prix
- 1996 — Tokyo Strut (トーキョーストラット)
- 1998 — Arkestra
- 2000 — Full-Tension Beaters
- 2002 — Stompin' On Down Beat Alley
- 2003 — High Numbers
- 2005 — Answer
- 2006 — Wild Peace
- 2008 — Perfect Future
- 2009 — Paradise Blue
- 2010 — World Ska Symphony
- 2010 — Goldfingers
- 2012 — Walkin'
- 2012 — Desire (欲望)
- 2013 — Diamond In Your Heart (初回出荷分はデジパック仕様)
- 2014 — Ska Me Forever
- 2017 — Paradise Has No Border
- 2018 — Glorious

### Концертные альбомы
- 1991 — Tokyo Ska Paradise Orchestra Live (東京スカパラダイスオーケストラライブ)
- 2001 — Gunslingers -Live Best-
- 2004 — On Tour
- 2008 — Perfect Future: Live at Montreux Jazz Festival
- 2016 — Live at Budokan «The Last»